# Circuit court
Ne pas confondre avec court-circuit.
On qualifie généralement de circuit court ou circuit de commercialisation le circuit de distribution dans lequel intervient au maximum un intermédiaire entre le producteur et le consommateur.
On évoque assez souvent les circuits courts pour les produits agricoles, domaine pour lequel la France dispose d'une définition officielle : selon le Ministère de l'alimentation, de l'agriculture et de la pêche, est considéré comme « un circuit court un mode de commercialisation des produits agricoles qui s’exerce soit par la vente directe du producteur au consommateur, soit par la vente indirecte, à condition qu'il n'y ait qu'un seul intermédiaire ».
En France et en 2010, les achats faits en circuit court représentent 6 à 7 % des achats alimentaires d'après l'Ademe qui estime que ces circuits courts sont « aujourd'hui une opportunité économique non négligeable que ce soit pour le producteur (sécurisation de son modèle économique), le consommateur (prix ajusté au coût réel) ou un territoire (création d'emplois locaux) ». Selon le Recensement Agricole de 2020, 23 % des agriculteurs français vendent tout ou partie de leur production en circuits courts. En agriculture biologique, la vente directe est particulièrement développée : plus d’un producteur bio sur deux vend en direct au consommateur au moins une partie de sa production,.
Mais la notion de circuit court investit d'autres domaines d'activité. Ainsi, la fabrication et la distribution de matériaux (terre, chanvre, ardoise, chaux, carrières locales, etc.) en particulier pour la restauration du patrimoine bâti.
Les enjeux du développement durable évoqués notamment en France lors du Grenelle de l'environnement ont ravivé l'intérêt et l'urgence de la problématique des circuits courts dans la révision nécessaire des modes de production et de consommation.

## Émergence de la notion moderne de circuit court
Historiquement, les circuits courts ont été des modes de distribution très répandus, notamment aux abords des villes. L'agriculture périurbaine était une fonction ancienne d'approvisionnement des villes. Il y avait par exemple des villages maraîchers autour de Paris pour approvisionner les Halles et les marchés.
Au XVIIIe siècle, Alexandre Grimod de la Reynière devient négociant en ouvrant à Lyon le commerce « Grimod et compagnie, aux Magasins de Montpellier, rue Mercière » : épicerie, de droguerie et de parfumerie en gros et fabrique de broderie et imagine les principes d’« achat direct au producteur », de « chaînes de magasins » et de « vente à prix fixé ». Il étend les activités de sa société Grimod et Cie à d’autres villes françaises, où il ouvre des établissements.
Les circuits courts ont décliné au cours du XXe siècle avec l'étalement urbain, le développement des transports, et l'internationalisation des marchés et des structures industrielles.
Les circuits courts ont trouvé un regain d'intérêt depuis les années 2000. Les circuits courts font aujourd'hui l'objet de recherches, notamment en France à l'INRA. Ils couvrent également le thème des matériaux locaux pour la construction ou la restauration de patrimoine (carrières de pierres, de lauzes, d'ardoises ; champs de chanvre, fours à chaux, tuileries briqueterie…).[source insuffisante]

## Terminologie

### Distinction entre circuit court et vente directe
Le circuit court inclut la vente directe, pour laquelle il n'y a pas d'intermédiaire entre le producteur et le consommateur, mais il est plus large qu'elle, car il inclut aussi la vente indirecte lorsqu'il n'y a qu'un seul intermédiaire.

### Distinction entre circuit court et relocalisation
Le circuit est dit « court » lorsqu'il y a, au maximum, un intermédiaire : stricto sensu, il n'y a pas de notion géographique, le producteur peut être proche ou non du consommateur. On parle de relocalisation lorsque le producteur se rapproche géographiquement du consommateur, indépendamment des intermédiaires. Dans de nombreux écrits, circuits courts et relocalisation sont néanmoins souvent, de fait, associés,,. On devrait parler de circuits courts locaux. C'est notamment le cas lorsqu'on parle de résilience des territoires, où l'approvisionnement local et les circuits sont deux qualités de l'accès aux productions alimentaires souvent associées. Cela fut le cas singulièrement à l'occasion de la crise du Covid-19.
Le circuit court peut trouver place dans des projets alimentaires territoriaux mis en place dès 2014 en France à la suite de la loi d'avenir pour l'agriculture.
En Belgique, dès 2013, sous le terme ceinture alimentaire, une dynamique semblable basée sur la mobilisation citoyenne voit le jour, visant aussi à construire une solidarité alimentaire entre producteurs et consommateurs.

### Différents types de circuits courts
En vente directe :

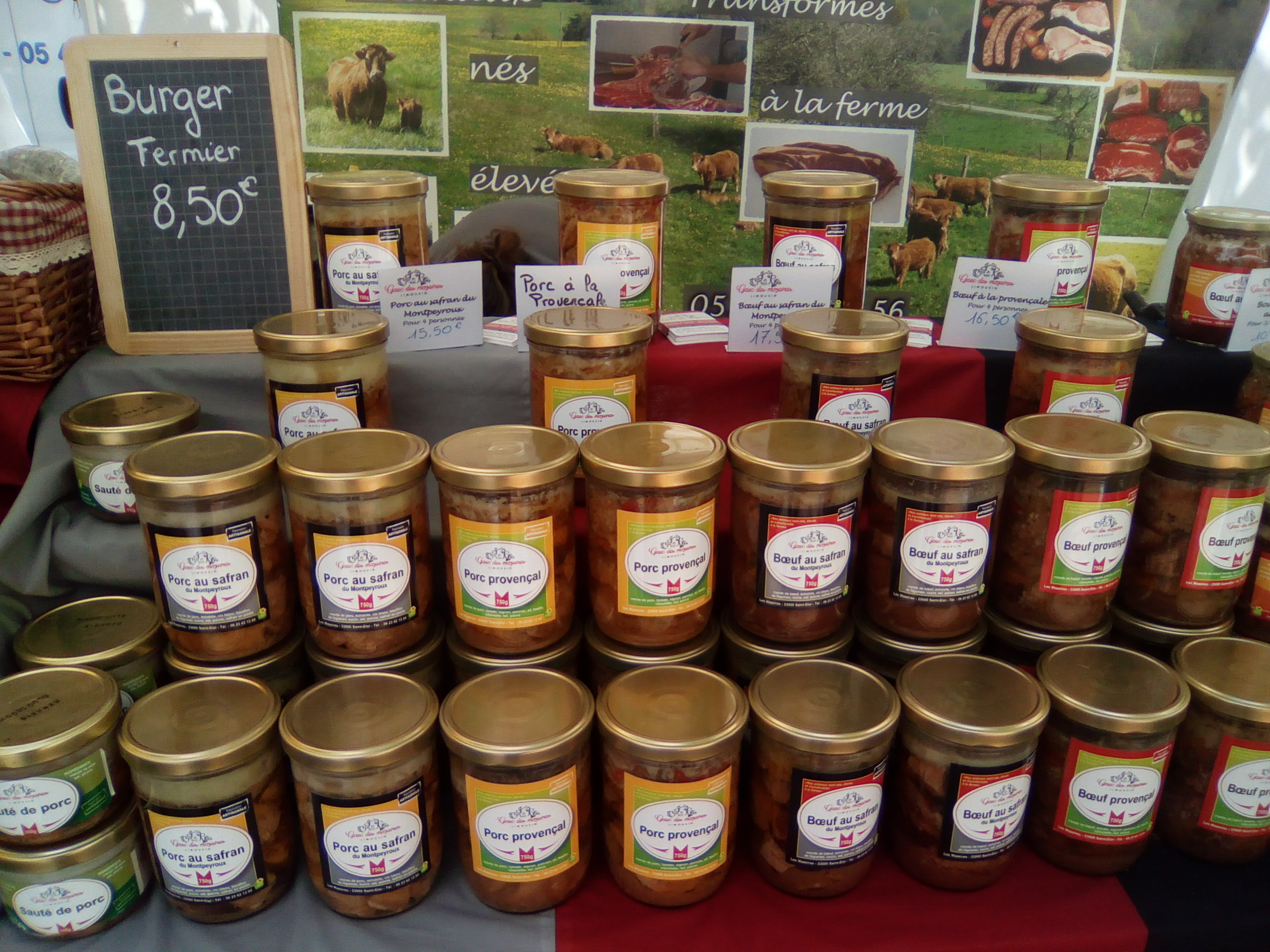
Étal à un marché d'agriculteurs et d'agriculteurs producteurs fermiers.

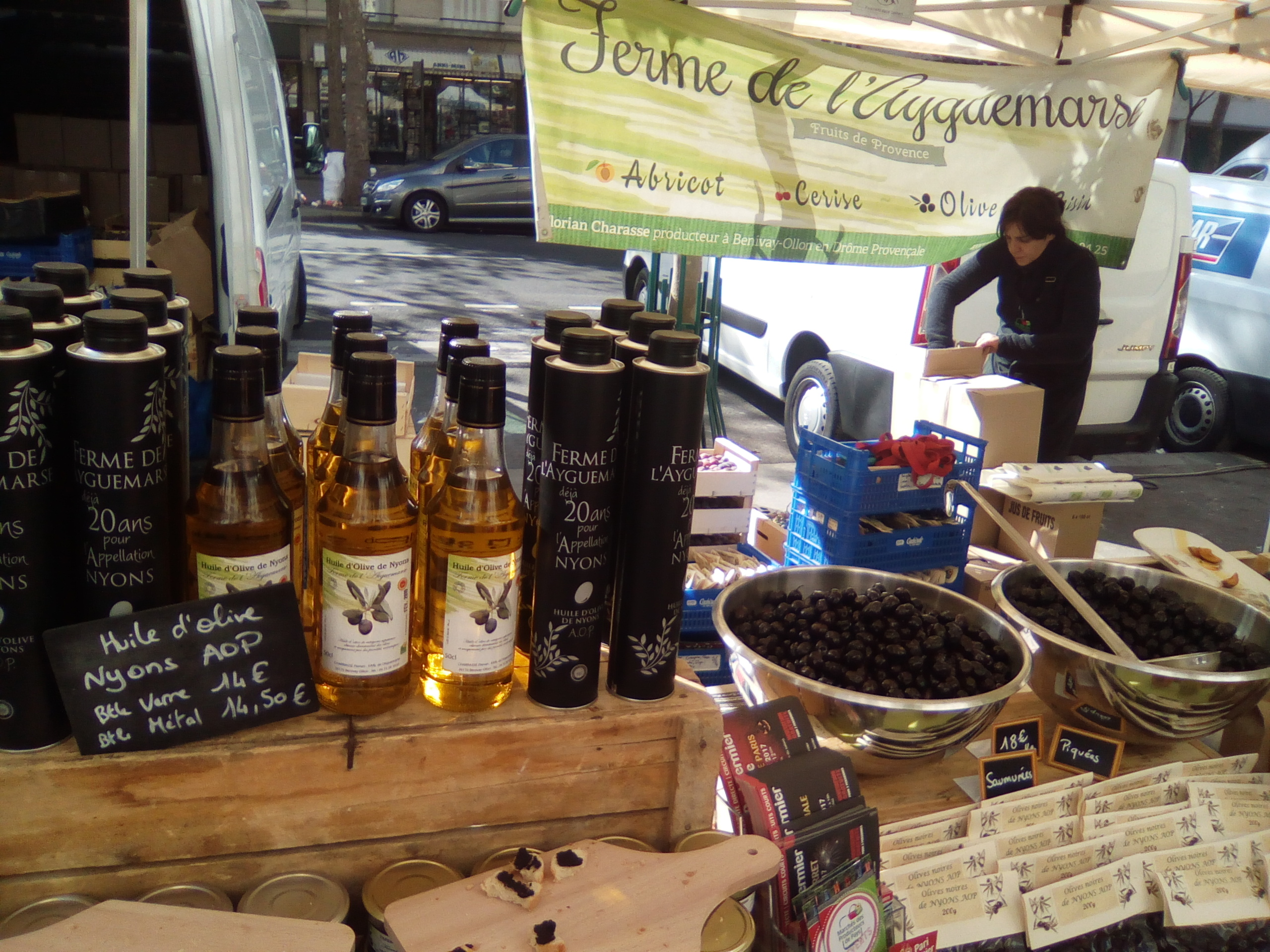
Un producteur d'huile d'olive.

En 2020, la vente directe à la ferme est le premier mode de commercialisation en circuit court utilisé par les deux tiers des exploitations concernées.
- vente à la ferme ;
- vente en Point de Vente Collectif ;
- vente aux marchés, dans les foires, les salons;
- vente à distance par correspondance (catalogues, Internet) ;
- vente par distributeur automatique s'il appartient à l'agriculteur (lait cru, fruits, légumes)

En vente indirecte :
- à la restauration (traditionnelle ou collective) ;
- à un commerçant ;
- vente en Groupement d'achat service épicerie.

Les agriculteurs en circuits courts peuvent utiliser plusieurs modes de commercialisation mais la majorité (6 sur 10) n'en ont qu'un. Au sein de ces circuits courts, la vente directe domine : vente à la ferme (5 sur 10), vente au marché.

## Caractéristiques

### Répartition
Ce phénomène est réparti de façon inégale sur le territoire français avec une tendance à se développer dans les espaces périurbains et touristiques permettant un maintien de l’agriculture dans ces zones. On remarque un développement plus important dans le sud-est, le nord, la Corse et l’Alsace ainsi que dans le Rhône–Alpes où les points de vente collectifs sont les plus nombreux.

### Produits vendus par circuits courts
Les produits les plus vendus par circuits courts sont :
- les fruits et légumes ;
- les productions horticoles ;
- les volailles ;
- les palmipèdes gras ;
- les produits laitiers ;
- la viande, les salaisons et la charcuterie ;
- le vin ;
- le miel ;
- les œufs ;
- les matériaux de construction.
- le pain
- la farine
- les produits en laine de mouton : fils à tricoter, tissu, chaussettes, gants, sacs, plaids, semelles, oreillers, couettes, matelas, doudous, chaussons, objets de déco, etc.

En agriculture, les circuits courts sont plus pratiqués pour les productions végétales que les productions animales. En 2010, ce sont les producteurs de miel qui vendent le plus en circuits courts (51 % d'entre eux), suivis des producteurs de légumes (46 %), de fruits (26 %) et des viticulteurs (25 %).

### Impact énergétique et climatique des circuits courts

#### Bilan énergétique
Les études d'Elmar Schlich et d'autres montrent que certaines filières internationales (banane par exemple, transportée en grande quantité par cargo) peuvent consommer moins d’énergie finale que des distributions en circuits courts et ce, malgré les longues distances parcourues. La « camionnette régionale » à moitié remplie est en concurrence avec les porte-conteneurs et les poids lourds pleinement chargés au niveau mondial. Le système de circuits courts n’est pas encore à l’équilibre et il convient donc de soutenir son développement. Les filières longues internationales ont, quant à elles, su optimiser leurs systèmes de production et de distribution depuis longtemps.
Ne raisonner que sur l’énergie finale fait cependant oublier d’autres critères environnementaux tels que la quantité d’intrants ou la pollution émise à tous les niveaux, ainsi que les avantages sociaux. Selon Elmar Schlich, « tous les exemples ont montré que les chaînes d’approvisionnement régionales sont compétitives sur le plan de l’énergie, peuvent l’être, ou du moins peuvent améliorer leur efficacité énergétique ». Il soutient même que cela peut être obtenu facilement grâce à des coopérations ou des coopératives, ce qui est le cas pour de nombreuses filières par circuits courts.
Il semble que l'un des atouts des circuits courts soit la prise en considération du système de production. Par exemple, en France, selon le recensement agricole de 2010, l'agriculture biologique est plus pratiquée par les agriculteurs en circuits courts que par ceux en circuits longs (10 % contre 2 % en 2010). Mais les circuits longs ont beaucoup à apporter en matière d'organisation logistique de distribution.

#### Bilan carbone des circuits courts relocalisés
Sur le plan des émissions de CO2, selon le Commissariat général au développement durable (CGDD) et un avis de l'Ademe d'avril 2012, en l'état actuel des choses, les circuits courts ne sont pas toujours les plus intéressants (notamment pour les produits qui ne sont pas de saison). En France, 57 % des émissions de gaz à effet de serre de la chaîne alimentaire sont induits par la phase de production alors que le transport ne serait responsable que de 17 % de ces émissions. De plus, le caractère local d'un produit et des « distances réduites » entre le producteur et le consommateur « ne suffisent pas à affirmer leur qualité environnementale », prévient le CGDD, mais ces produits ont des avantages « socio-économiques » en favorisant la petite agriculture de proximité, plus créatrice d'emplois. Ceci semble partagé par le public français selon l'enquête annuelle du cabinet Ethicity publiée le 2 avril 2013 qui a trouvé que 56 % des Français (+14 points par rapport à 2012) déclarent qu'« un produit permettant de consommer responsable doit être fabriqué localement ».

## Enjeux
Au-delà de la réduction d’intermédiaire et de la relation privilégiée entre producteur et consommateur, les circuits courts se définissent généralement par une réduction de la distance géographique existant entre ceux-ci. L’enjeu de proximité prend ici tout son sens comme outil à la réduction de l’empreinte énergétique lié au transport. Ce type de commercialisation apporte donc des réponses aux enjeux de développement durable sur le plan économique avec le maintien de l’exploitation agricole, la création d’emploi et l’augmentation du revenu agricole, sur le plan social avec la création de liens sociaux et des actions en faveur de populations défavorisées en plus de répondre à la problématique environnementale avec le soutien d’une agriculture respectueuse de l’environnement et la réduction des kilomètres alimentaires.

### Enjeux économiques
D’un point de vue économique, ces circuits ont un grand potentiel car ils permettent la réalisation d’économies sur toute la chaîne de distribution (transport, suppression d’intermédiaire) donc une augmentation des marges, et un paiement immédiat pour l'agriculteur-producteur permettant de diversifier ses activités agricoles et ainsi favoriser l’emploi : en Île-de-France, les fermes mixtes ont une moyenne de 76 ha de surface agricole utile et 4,4 employés à pleins temps contre 136 ha et 1,2 employés par circuit conventionnel. De manière générale, par rapport à la moyenne des exploitations françaises, celles en circuits courts sont de taille plus petite, emploient plus de main d'œuvre, et développent davantage d'activités de diversification (transformation, restauration, hébergement...).

#### Pour les gouvernements
Le phénomène des circuits courts devient un enjeu gouvernemental avec le plan de soutien des circuits courts édité en 2009 par le ministère de l’alimentation, de l’agriculture et de la pêche et avec le projet SALT en 2010 (Systèmes Alimentaires Territoriaux) du fait de leur importance non négligeable dans la production française. En effet, en 2007, les marchés de producteurs (ou d'agriculteurs) représentaient plus de 1000 exploitations et 100 000 consommateurs, mais il existe aussi de nombreux marchés mixtes qui valorisent les productions locales. De plus ils représentent 26 % des UTA (unité de travail agricole) et donc une part importante de l’emploi agricole.

#### Pour les collectivités territoriales
Les villes voient de plus en plus leurs périphéries se changer en des quartiers résidentiels. Elles doivent alors, avec leurs partenaires, penser au développement des circuits courts au sein de leurs agglomération, afin de préserver l’agriculture. L’idée est de développer dans les territoires la mise en commun des compétences, des acteurs de la ville et de l’agriculture, pour mettre en place des politiques agricoles périurbaines co-construites.
Aujourd'hui en France, les circuits courts présentent un paradoxe, ils sont plus polluants que les circuits conventionnels longs. Les trajets sont plus courts, mais les transports se font principalement en ville entre le producteur et le consommateur. C'est un trajet en ville, avec une circulation dense, auquel peut s'ajouter un aller et/ou retour à vide. La grande distribution profite de ses réseaux logistiques très performants, qui déplacent de très gros volumes ce qui, sur le plan de la pollution ramenée au poids transporté, est largement inférieur pour les circuits conventionnels que pour les circuits courts.
Afin d’éviter ce paradoxe et d’éventuelles dérives de coopération entre les producteurs locaux et en particulier les ententes sur les prix, la collectivité territoriale pourrait dans le cas des circuits courts jouer un rôle d’arbitre. La création d'un service de transport public de marchandises entre les producteurs et les commerçants de proximité, intégralement financé par les collectivités pourrait permettre ainsi de rendre les prix accessibles à tous ; le service pourrait être financé par les taxes.
Ainsi, on pourrait augmenter le dynamisme économique sur un territoire avec des recettes en plus pour les collectivités et sans hausse des impôts pour les habitants. Cela favoriserait une agriculture plus durable, l'agriculture biologique pourrait être ainsi mise en avant, les circuits courts seraient un atout, le Bio pourrait devenir un argument de vente et non un moyen d'augmenter les prix, et serait ainsi un exemple et un moteur pour les produits futurs.

#### Pour les distributeurs
Les circuits courts sont une chance pour les distributeurs qui souhaitent développer de nouvelles formes de distribution qui rapprochent les producteurs et les consommateurs. En France, le réseau de magasins franchises O'tera spécialisé dans les circuits courts a ouvert un premier magasin à Villeneuve-d'Ascq près de Lille en 2006, puis à Avelin en 2011 également en région Nord-Pas-de-Calais, en s'appuyant sur le réseau de la chambre d'agriculture du Nord-Pas-de-Calais. Des producteurs se regroupent également, sur Internet, afin de bénéficier d'une visibilité commune et d'une mise en commun des moyens. Ce regroupement, sous l’emblème de l'épouvantail, symbole de l'agriculture ancienne et traditionnelle, permet à ces producteurs de toucher une clientèle jeune, dynamique et connectée dans le but de contrer le concept drive de la grande distribution. Chaque producteur devient par ce système son propre distributeur .
Par exemple, en Auvergne-Rhone-Alpes, le Groupement régional alimentaire de proximité (Grap) regroupe une soixantaine d'activités de transformation et de distribution pour l'alimentaire local et bio : des épiceries principalement, des bars, restaurants, traiteurs, etc. Le Grap leur propose un regroupement de services logistiques, informatiques ou comptables. La mutualisation des services administratifs, de distribution et des achats permet d'être plus compétitifs face à la grande distribution.

### Enjeux écologiques
D’un point de vue écologique, ces circuits sont souvent perçus comme une promotion de pratiques favorables à l’environnement.
En effet, ils favorisent, pour répondre à la demande des consommateurs, un retour de certaines variétés de fruits ou de légumes dits « oubliés » avec un calibre ou un aspect moins exigeant que la production standard et par ce fait diminuent l’utilisation de pesticides et engrais de synthèse au profit de méthodes manuelles favorisant la main d’œuvre. La crise sanitaire de 2020 a été l'occasion d'une structuration rapide de circuits courts alimentaires qui a été décrite par une équipe de recherche de Montpellier.
Ils sont « éco-responsables », limitent l’emballage et le conditionnement. Ventes directes à la ferme, marchés d'agriculteurs, systèmes de paniers, ferme-cueillette, jardins d’insertion ou d’Associations pour le Maintien d’une Agriculture Paysanne (AMAP)… ces systèmes contribue à une économie agricole "locale". Ils permettent davantage de transparence sur la provenance de la nourriture, les prix et leur mode de production.

### Enjeux sociaux
D’un point de vue social, les circuits courts contribuent généralement au lien social entre les consommateurs et les producteurs. La relation qui se créer entre l’agriculteur et l’acheteur peut devenir une base d’enrichissement importante. Le producteur peut mieux percevoir les attentes et les besoins de ces clients et ainsi améliorer ces produits en continu. Inversement, pour les acheteurs les circuits courts permettent de renouer la confiance avec le producteur et plus largement avec le monde agricole en permettant un échange direct avec ceux-ci sécurisant leurs approvisionnements de produits alimentaires et leur permettant d’être mieux informés sur ce qu’il consomme. Ces initiatives se démarquent des autres types de vente par le dynamisme que ces échanges commerciaux font naitre.
La volonté croissante des collectivités réside en une relocalisation et un soutien à l'agriculture urbaine par la promotion des circuits courts, en tant qu'espace économique. L'objectif étant non seulement une élaboration de stratégie politique de territoire alimentaire créatrice de dynamique locale, mais également un meilleur accès à une alimentation de qualité pour les habitants, notamment dans la restauration collective liée à la loi EGALIM.

## Dans le monde

### Europe

#### Italie
En Italie les Gruppi di Acquisto Solidale (groupements d’achats solidaires) sont des groupes de consommateurs voulant appliquer les principes de solidarité, de durabilité et d’équité à leurs achats. Ils s’approvisionnent directement auprès de producteurs préalablement sélectionnés, sans passer par la grande distribution.

#### France
En France, quelques élus font du circuits courts leur cheval de bataille. C'est notamment le cas au niveau des conseillers régionaux. C'est par exemple le cas en Ile-de-France depuis que Valérie Pécresse a nommé Marianne Duranton au nouveau poste de Déléguée spéciale au Bio et aux Circuits courts.

### Amérique du Nord

#### États-Unis
La commercialisation locale des produits agricoles connaît une forte croissance aux États-Unis, en raison de politiques publiques favorables. L'évolution vers des circuits de distribution locale est accompagnée par le département de l'Agriculture des États-Unis (USDA, United States Departement of Agriculture) à travers une politique de mise en place de regional food hubs. Il s'agit de plateformes logistiques locales, fournissant un service en amont aux producteurs souhaitant intégrer des circuits locaux, et en aval aux commerces, restaurants et institutions cherchant à s'approvisionner localement. La politique de l'État consiste également en la promotion de la demande en produits locaux à travers les écoles, les hôpitaux et les bases militaires. Le département de l'Agriculture américain a mis sur son site internet un document qui présente un ensemble d'études de cas (business cases en américain) selon les modèles de regional food distribution : producer-driven, consumer-driven, non-profit driven... L'un de ces cas est intéressant par la méthode employée pour le lancer : Bob Waltrop, directeur de musique dans une association d'Oklahoma City, a utilisé le réseau de son association et les réseaux sociaux via internet pour développer la Oklahoma Food Cooperative qui approvisionne environ 3 800 consommateurs à partir de 200 producteurs autour d'Oklahoma City.

## Dans le champ idéologique
Nicolas Lebourg relève en 2017 que les circuits courts sont « une thématique éco-localiste introduite à l’extrême droite par les Identitaires et désormais assumée par le Front national ».